# Koenigia divaricata
Koenigia divaricata (sinónimo Aconogonon divaricatum) es una especie perenne de plantas con flores. Fue descrito por primera vez por Carl von Linné y TM Schust le dio el nombre exacto y James Lauritz Reveal. Koenigia divaricata pertenece al género Koenigia y a la familia Polygonaceae.

## Descripción
El tallo es erecto, ramificado dicotómicamente y algo glabro. Las hojas son subsésiles a pecioladas (pecíolo apróx 5 milímetros (0,2 plg)), lanceoladas u oblongas, de 5 a 12 centímetros (2 a 4,7 plg) × 0,5 a 2 centímetros (0,2 a 0,8 plg), pilosas en ambas superficies, con base cuneada, ápice agudo, con hojas enteras y cortas con su margen ciliado. La ócrea es tubular, de 1 a 2 centímetros (0,4 a 0,8 plg) de largo, membranosa, pilosa, oblicua y dehiscente. Su inflorescencia es paniculada, con ramas laxas y dicotómicas. El perianto suele ser blanco, con cinco secciones y mide entre 2,5 a 3 milímetros (0,1 a 0,1 plg) de largo. Los aquenios son de color marrón amarillento, brillantes, ampliamente elipsoides, trígonos, de 5 a 6 milímetros (0,2 a 0,2 plg) de largo y exceden claramente el perianto. La Koenigia divaricata se puede confundir con K. alpina.

## Ubicación
K. divaricata es originaria de las zonas templadas del este de Asia y suele encontrarse en estepas, praderas secas y matorrales. En Europa es una especie infrecuente, conocida principalmente por su cultivo como planta ornamental o forrajera. Dentro de su área de distribución primaria y secundaria en Rusia, se extiende eficazmente a lo largo de las rutas de transporte, ocupando bordes de carreteras, terraplenes ferroviarios y terrenos baldíos en sus proximidades. En las últimas décadas se ha observado la expansión de la especie hacia el oeste y norte de su área de distribución nativa, incluyendo Siberia occidental y meridional y en Europa:
- República Popular China
  - Hebei Sheng
  - Heilongjiang Sheng
  - tal vez Henan Sheng
  - tal vez Hubei Sheng
  - Jilin Sheng
  - Liaoning Sheng
  - Región Autónoma de Mongolia Interior
  - tal vez Qinghai Sheng
  - Shandong Sheng
  - Shanxi Sheng
- Corea del Sur
- Corea del Norte
- Mongolia
- Rusia en Asia
  - Rusia central en Asia
- Nueva Caledonia